# إلية (نجم)
الإلية أو الألية أو الحَوَرُ أو الجَوْنُ «إبسلون الدب الأكبر» Epsilon Ursae Majoris : هو ألمع نجوم كوكبة الدب الأكبر على الإطلاق والنجم الثاني والثلاثين من حيث اللمعان في السماء كلها، وذلك بقدر ظاهري يبلغ 1,76. هو آخر نجوم الذيل (يد المغرفة) من اليسار. لقد كان يُستخدم في الماضي كثيراً في الملاحة أو للاستدلال على الاتجاهات، حيث يسهـّل معرفة نجم الشمال (النجم القطبي). يبعد عنا 81 سنة ضوئية وتبلغ كتلته 3 كتل شمسية. ويبلغ نصف قطره 3,7 نصف قطر شمسي وحرارة سطحه 9,400 كلفن.

## الخصائص
وفقا لأرصاد مسبار الفضاء لهيباركوس، الإلية يبعد عنا 81 سنة ضوئية (25 فرسخ فلكي من الأرض.) تصنيفه الطيفي A0p ؛ حيث يعني حرف "p" «نجم غريب» (Peculiar star)، إذ أن طيفه الكهرومغناطسي متغير. هذا النوع من النجوم له خاصيتان: أولا، حقله المغناطيسي قوي ويتسبب في فصل بعض العناصر إلى جانب الهيدروجين الذي يعتبر وقوده الأساسي. وثانيا، محور دورانه يميل بزاوية عن محوره المغناطيسي، مما يجعله ينثر عناصر مختلفة متغيرة في الاتجاه بينه وبين الأرض؛ تشير حرف k في طيف النجم إلى وجود عنصر البوتاسيوم (أنظر نوع الطيف في قائمة الخصائص). تلك العناصر تتداخل وتتفاعل وتنتج أطيافا بترددات مختلفة من الضوء مما يتسبب في خطوط طيفية غريبة تصلنا وتتقلب خلال فترة 5.1 يوم.
نجم الإلية، محاور دورانه ومجاله المغناطيسي يميلان بنسبة 90 درجة عن بعضها البعض.
تشير دراسة حديثة بأن تغير طيف الإلية كل 5.1 يوم ربما يكون بسبب جسم كبير بالقرب منه ربما يعمل على أرجحته. ومقدار التغير في خصائص الإلية يحتاج إلى كتلة الجرم المفترض أن تكون حوالي 14.7 مرة كتلة كوكب المشتري، ومدار هذا الكوكب المفترض قد يكون متميزا بانحراف مركزي يبلغ e = 0.5 ومسافة متوسطة بينهما 0.055 وحدة فلكية.
الإلية لديه مجالا مغناطيسيا ضعيفا نسبيا، 15 مرة أضعف من المجال المغناطيسي ألفا السلوقيان α CVn ، لكنه أقوى 100 مرة من المجال المغناطيسي للأرض.